# عريفجان (الدوادمي)
عريفجان، هي قرية من فئة (أ) تقع في محافظة الدوادمي، والتابعة لمنطقة الرياض في السعودية. وتبعد عريفجان عن محافظة الدوادمي بمسافة تقارب () كم.